# Karimun
Karimun (en indonesio: Pulau Karimun) es una de las islas de la provincia de Islas Riau en el oeste de Indonesia organizada administrativamente como un kabupaten. Está ubicada al sudoeste de Singapur y al oeste de Batam. La principal ciudad de la isla es Tanjung Balai Karimun. Para 1997, se estima que la isla tenía una población de 155.000 personas, rondando actualmente los 174.784 habitantes.
En el pasado, Karimun fue un destino de comerciantes extranjeros y los reyes malayos. La isla tiene una importancia geográfica estratégica, ya que está cerca del estrecho de Malaca, una ruta de transporte marítimo internacional. Se cree que el explorador Stamford Raffles había considerado a la isla Karimun para establecer un asentamiento en lugar del que finalmente estableció en la isla de Singapur. Debido a la gran actividad de pesca artesanal indiscriminada cerca de la isla hasta hace poco, las poblaciones de peces se han agotado, por lo que las empresas de pesca han disminuido su actividad considerablemente.
El 29 de junio de 2007, el gobierno de Indonesia declaró a la isla como la «Zona Franca de Karimun», una medida destinada a abordar la cuestión de la seguridad jurídica para los inversores. La ley sin embargo todavía se estaba debatiendo en el Parlamento y se esperaba que fuese aprobado a principios de 2008.
En el marco del plan de Karimun se pretender convertir a la región en astillero, productora de metal, de componentes, productora agrícola, industrial y marina.
Esto está en consonancia con el establecimiento de la «Zona Especial de Economía de la Provincia de las Islas Riau de Batam, Bintan y Karimun» (BBK).